# Arene carinata
Arene carinata är en snäckart som beskrevs av Carpenter 1857. Arene carinata ingår i släktet Arene och familjen turbinsnäckor. Inga underarter finns listade i Catalogue of Life.